# Segura (kommun)
Segura är en kommun i Spanien. Den ligger i Gipuzkoaprovinsen i den autonoma regionen Baskien i norra delen av landet, 300 km norr om huvudstaden Madrid. Antalet invånare är 1 465 (2024). Arean är 9,22 kvadratkilometer.